# 痛車

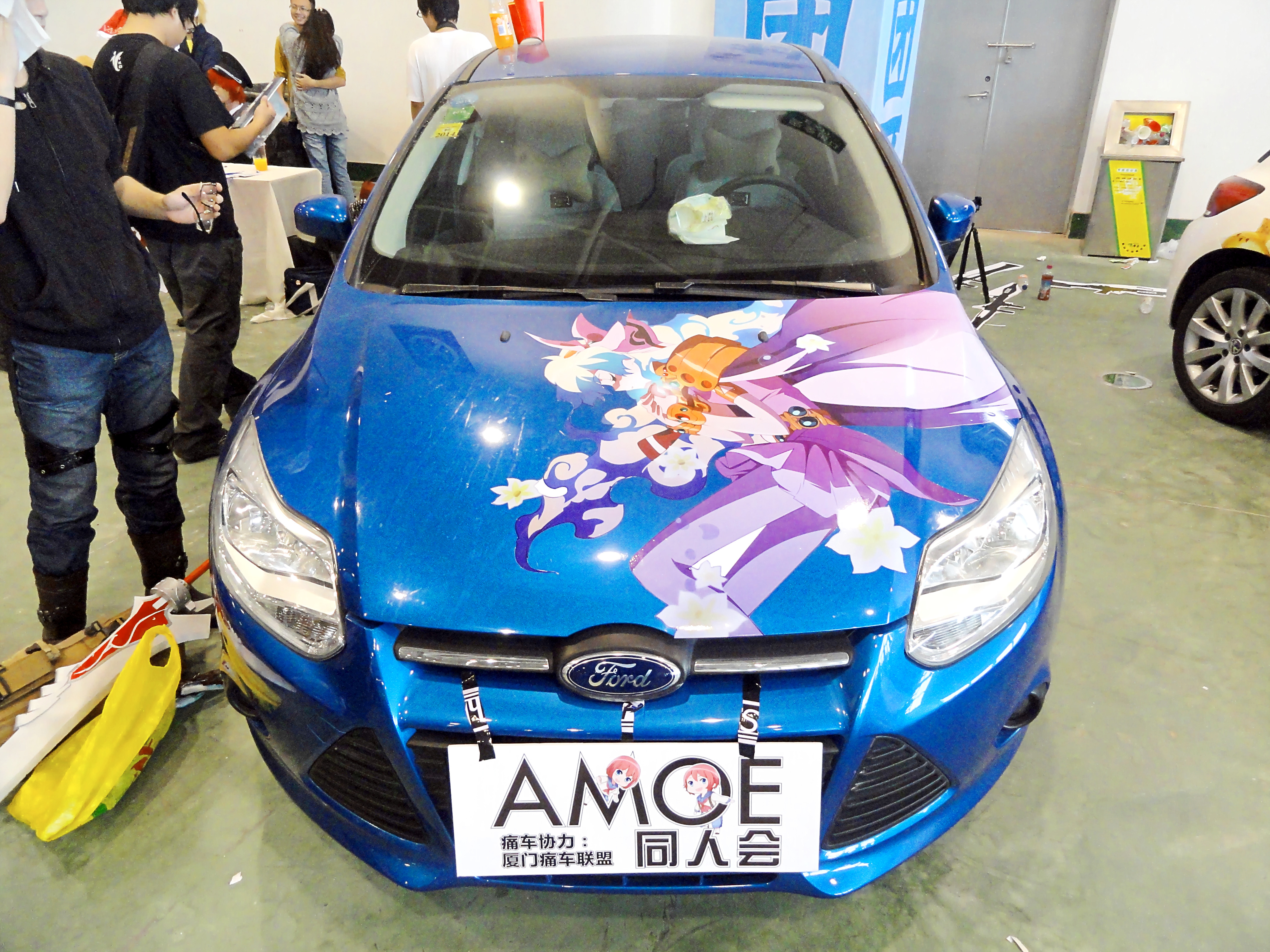
在厦门第八届AMOE同人会上展示的福特福克斯痛车

痛車（日语：痛車）指將ACG作品人物的圖案以彩繪或貼紙黏貼等方式裝飾車輛車身外觀，為ACG文化的一環，發源自日本。
痛車最常見的車種是汽車與速克達的摩托車，因為車身有較大面積可裝飾ACG圖案；另外在腳踏車（稱為「痛單車」（痛チャリ））及大型車偶而可見，在大型車上的通常是相關廠商進行宣傳廣告用，也有戰車、戰機或直升機等創作為痛車延伸，日本陸上自衛隊就有AH-1眼鏡蛇武裝直升機作為宣傳。
與cosplay活動類似的是，痛車較常出現於如日本東京都的秋葉原、大阪的日本橋等ACG商品販賣集中的地方，以及ACG、同人誌展覽會。另外在一些汽車展以及痛車同好的聚會也會出現。

## 起源
「痛車」是之簡稱。
「痛」在日本的俗語中有著「不忍直視，讓別人看到會非常丟臉」的涵義，而有的御宅族將自己的興趣暴露出來會讓人感到「痛」（不忍直視、丟臉），这是一种揶揄的说法。
也有人認為是因為裝飾車身所費不斐，傷到荷包，因此稱為「痛車」。
日本因為ACG文化的流行，開始有人在車子上動腦。且隨著ACG文化的對外輸出，一起流傳到中國大陸、香港、台灣、菲律賓、美國及歐洲等地。

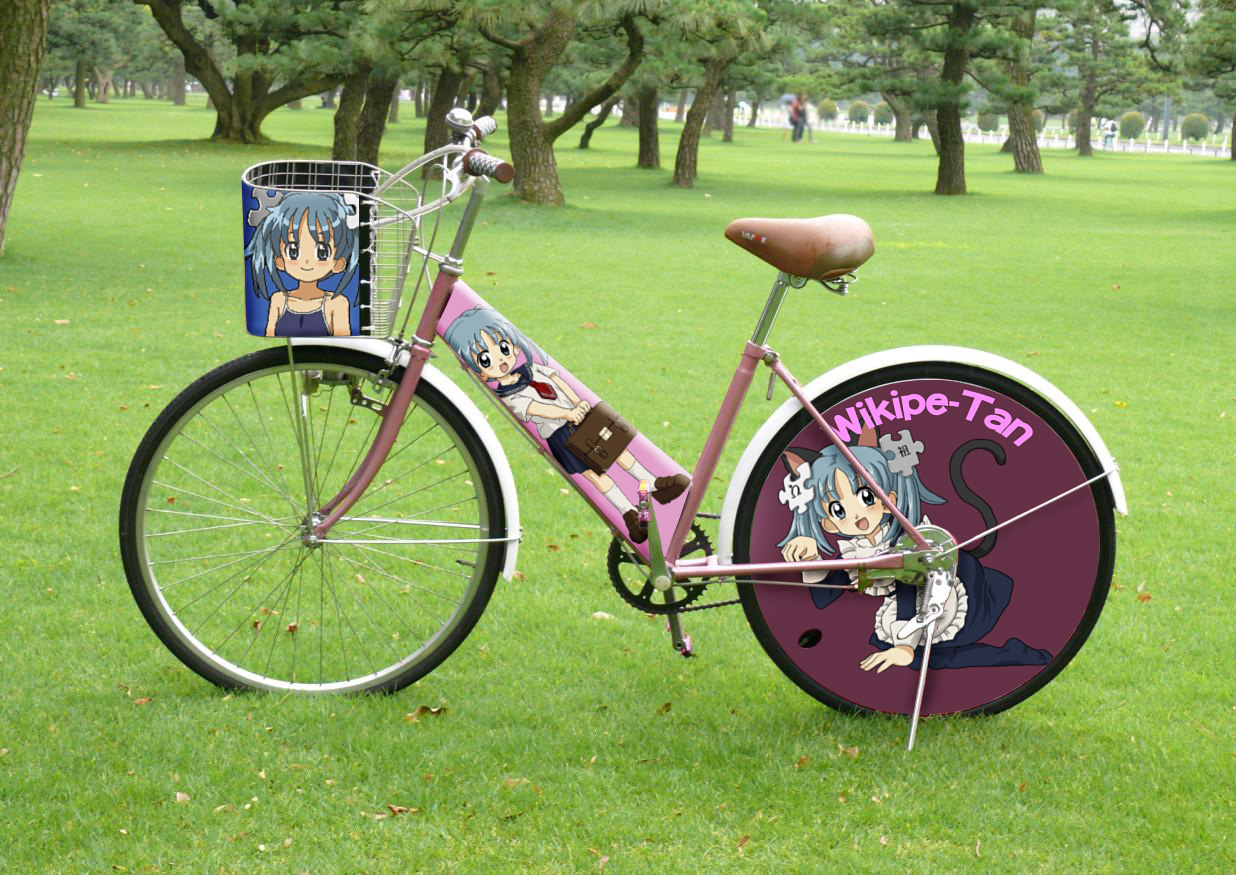
以維基娘為主題的痛單車

## 手法
早期的痛車是以彩繪方式直接繪於車身，隨著彩色大圖輸出的技術日漸普遍，現今的痛車大多是將圖案打印之後再黏貼於車身，較早期彩繪方式容易且方便撕下圖案更換。
痛單車則是在輪圈加上塑膠蓋，將ACG圖案貼在塑膠蓋上；另外也有在車架鋼管間的三角型區域裝上貼有ACG圖案的塑膠板，少數則直接在車架鋼管上貼圖案。

## 官方版痛車

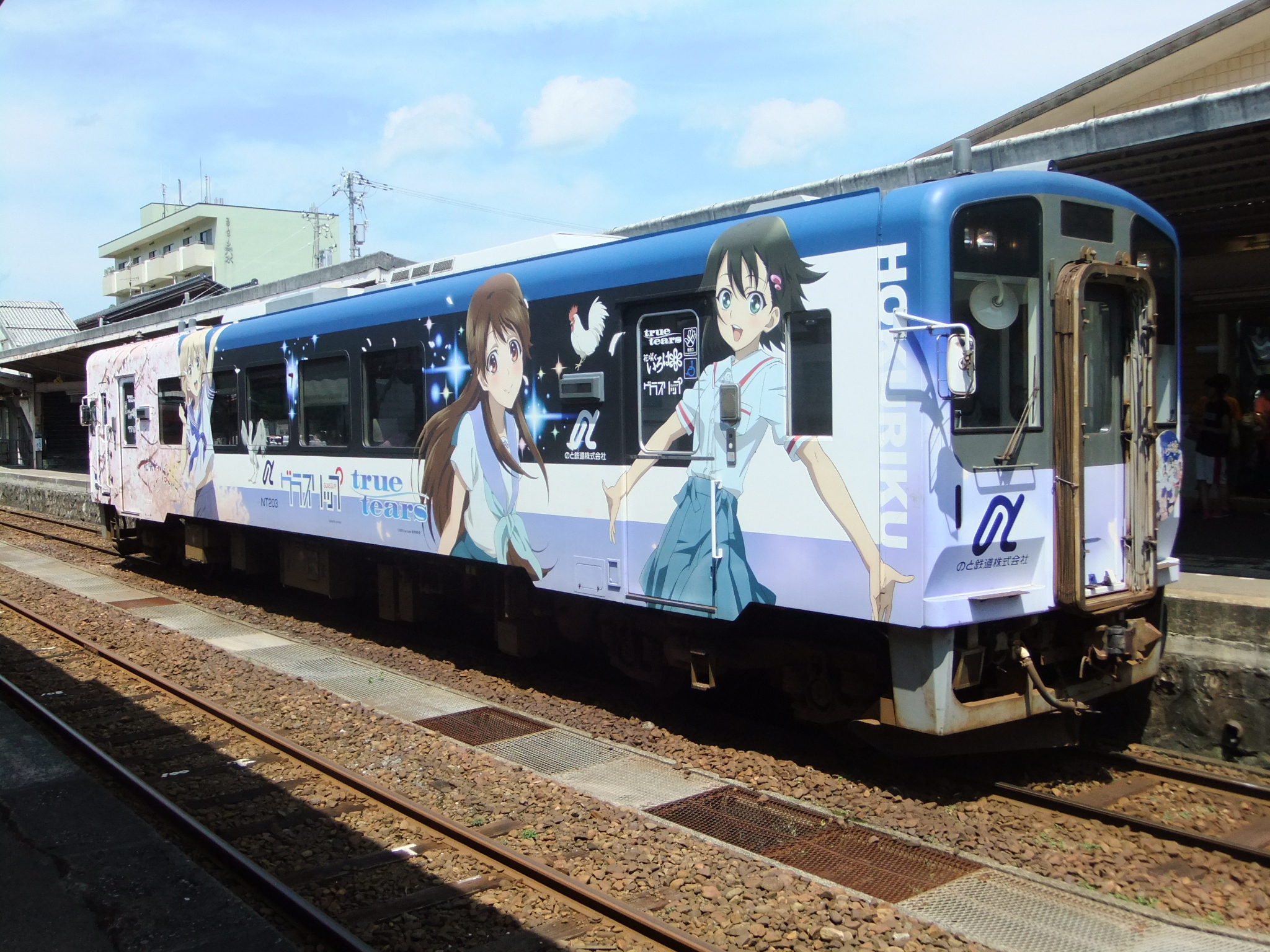
能登鐵道《花開物語》廣告車輛

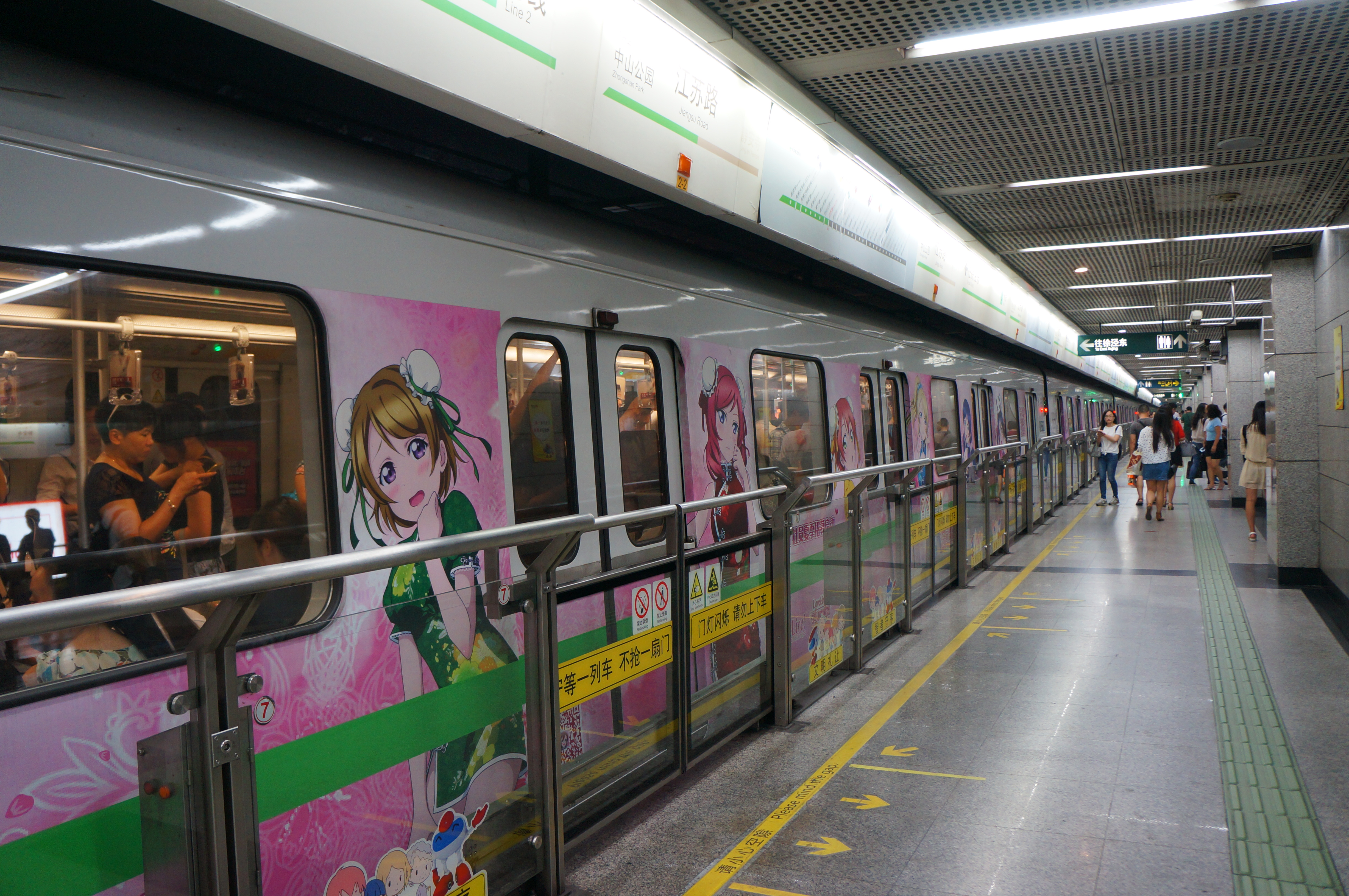
上海地铁2号线02A01-209号列车上的Love Live!彩绘

有些ACG業者會自行發表官方版的痛車，有些動漫作品的發行公司與鐵路公司、客運公司及計程車等交通運輸業者異業合作，將作品繪於車廂內外。日本十八禁遊戲發行商âge就曾以旗下遊戲《Muv-Luv Alternative》装饰的豪车进行宣传，也有报道指这是社长吉田博彦自己所有并进行了装饰的车体。。

## 車輛之外
電腦機殼改裝中，貼上ACG圖案的電腦機殼被暱稱為「痛機殼」。
於2016年5月逝世的日本輕小說作家松智洋，其棺材正面及側面畫滿曾為其輕小說畫插圖的插畫家與漫畫家畫的美少女角色，堪稱「痛棺材」。
全日空在其波音747-400及波音767-300彩绘有《宝可梦》动画的图案，也被称作痛机或痛飞机。

## 法律问题
在一些国家，擅自改变车辆外观可能触犯法律。

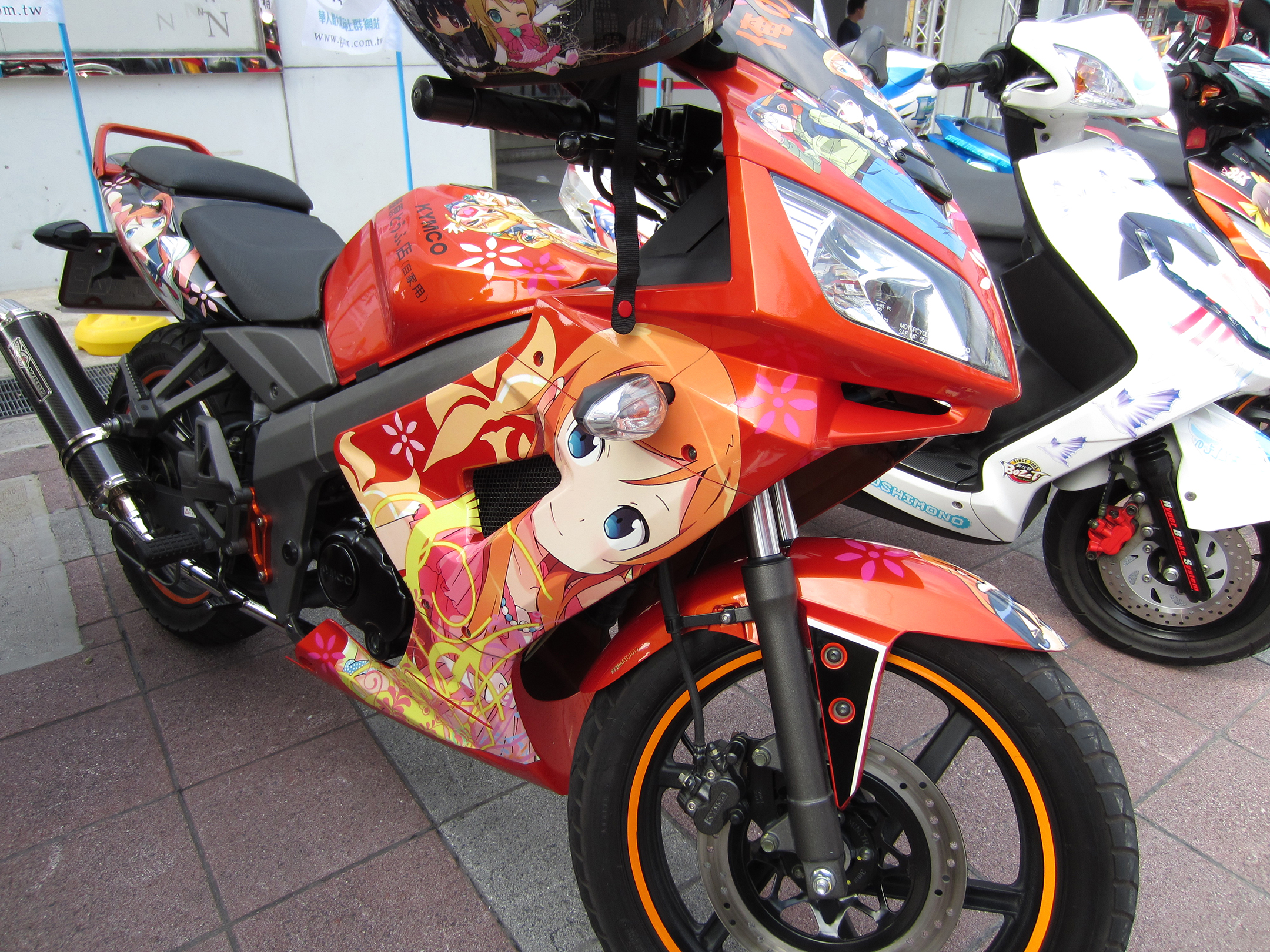
痛機車

例如《中华人民共和国道路交通安全法》第十六条规定，不得“擅自改变机动车已經登记的结构、构造或者特征”；《中华人民共和国道路交通安全法实施条例》第十三条规定“机动车喷涂、粘贴标识或者车身广告的，不得影响安全驾驶”；一般来说，在中国大陆，车身喷绘、贴纸面积若超过车身面积的30%，需向交管部门报备，更新行驶证登记的车身颜色和车辆外观照片，否则将会被视为非法改装车，并处以罚款。
在台湾，於2016年5月開放合法彩繪車輛，只需到交通部公路總局各監理站辦理車輛變更登記與臨時檢驗，在行車執照上所登記的車色為「彩繪車」。

## 痛車的書籍、、写真集
以下为専門的杂志：
- - 『痛車娘。(イタシャガール)』（廣済堂出版）
  - 『痛車Magazine』（造形社）
  - 『痛車グラフィックス』（芸文社）
  - 『痛車倶楽部（仮）』（ネコ・パブリッシング）
  - 『痛車Style』（学研）
  - 『痛車王』（ぶんか社）
  - 『痛車ろーど』2007春号（ソフトバンククリエイティブ）
  - 『痛車でいこう!!』（ヤングマガジン連載）
  - 『痛車 ita☆sha』iPad写真集 - 坂口トモユキ 開発: Digital Adventur
  - 『痛車天国 超(SUPER)』（八重洲出版）